# 有機半導体
有機半導体（ゆうきはんどうたい, Organic Semiconductor, OSC）は、半導体としての性質を示す有機物のことである。
半導体特性は、ペンタセンやアントラセン、ルブレンなどの多環芳香族炭化水素や、テトラシアノキノジメタン (TCNQ) などの低分子化合物をはじめ、ポリアセチレンやポリ-3-ヘキシルチオフェン (P3HT)、ポリパラフェニレンビニレン (PPV) などのポリマーでも発現する。

## 解説
有機半導体には有機電荷移動錯体と、ポリアセチレン、ポリピロール、ポリアニリンのような様々な直鎖状ポリマーがある。電荷移動錯体は無機半導体と似た伝導メカニズムで起こる。そのようなメカニズムはバンドギャップによって分離された電子やホールの伝導層の存在により生じる。ポリアセリレン系の有機半導体も、無機のアモルファス半導体のようにトンネル効果や局在化状態、移動度ギャップ、フォノン支援ホッピングが伝導に関わっている。無機半導体のように、有機半導体もドーピングが可能である。ドーピングしたポリアニリン (Ormecon)やPEDOT:PSSの有機半導体は、"有機金属"としても知られる。
有機半導体の一般的なキャリアは電子でのホールや電子である。ほぼ全ての有機化合物は絶縁体であるが、広い共役系を持つ分子の場合、電子が電子雲を経由して移動することが可能である。多環芳香族炭化水素やフタロシアニンの結晶がこの有機半導体の例である。電荷移動錯体では、不対電子が長時間安定状態にあり、それがキャリアとなる。このタイプの有機半導体は電子供与性分子と電子受容性分子がペアになることで得られる。

## 歴史

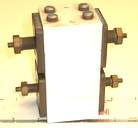
電圧制御スイッチ - 1974年に作成されたアクティブ半導体ポリマーの電子デバイス

1950年代に半導体物理、電子工学が勃興した時にシリコンと同属の炭素を化学合成の方法で扱い、物性的・実用的に有用な導体を作る事が赤松秀雄、井口洋夫、松永義夫によって発想され、1954年にペリレン臭素錯体の非常に高い導電度 (8 Ω·cm) の発見によって電荷移動錯体の研究が始まった。1959年にはポリアクリロニトリルに放射線を照射することによって半導体の性質を備えることがニコライ・セミョーノフ達によって報告され、真偽を巡り議論された。1972年にTTF-TCNQ錯体の電荷移動錯体が金属並みの導電度を示すことが報告され、1980年にはTMTSFPF6錯体で超伝導が観測された。
1963年にWeissらにより、ヨウ素をドープしたポリピロールが高温状態下で電気抵抗率が測定され、1977年に白川英樹らによってヨウ素をドープしたポリアセチレンのフィルムが高い伝導度を示したことが報告された。この業績により、白川英樹は2000年に「導電性高分子の発見と発展」を理由にノーベル化学賞を受賞した。

## 有機半導体材料
低分子系
- テトラセンやペンタセンなどのアセン類
- オリゴチオフェン誘導体
- フタロシアニン類
- ペリレン誘導体
- ルブレン
- Alq3
- TTF-TCNQ

など
高分子系
- ポリチオフェン（ポリ-3-ヘキシルチオフェンなど）
- ポリアセチレン
- ポリフルオレン
- ポリフェニレンビニレン
- ポリピロール
- ポリアニリン

などが挙げられる。

## 有機半導体を用いたデバイス
- 有機エレクトロルミネッセンス（有機EL）(OLED)
- 有機電界効果トランジスタ (OFET)
- 有機太陽電池（色素増感太陽電池、有機薄膜太陽電池）(OPV)

など

## 文献
- Brass, Kurt, and Erich Clar. "Trihalogenide des Perylens (Vorläuf. Mitteil.)." Berichte der deutschen chemischen Gesellschaft (A and B Series) 65.10 (1932): 1660-1662.
- Brass, Kurt, and Erich Clar. "Über das Perylen‐tribromid. Erwiderung auf Bemerkungen von A. Zinke und A. Pongratz." European Journal of Inorganic Chemistry 69.8 (1936): 1977-1979.
- Zinke, A., and A. Pongratz. "Über das Perylen‐tribromid von K. Brass und E. Clar (Untersuchungen über Perylen und seine Derivate, XLIII. Mitteil.)." European Journal of Inorganic Chemistry 69.7 (1936): 1591-1593.
- Zinke, A., and A. Pongratz. "Über die Perylen‐trihalogenide von K. Brass und E. Clar (Untersuchungen über Perylen und seine Derivate, XLIX. Mitteil)." European Journal of Inorganic Chemistry 70.2 (1937): 214-218.
- Akamatu, Hideo, and Hiroo Inokuchi. "On the Electrical Conductivity of Violanthrone, Iso‐Violanthrone, and Pyranthrone." The Journal of Chemical Physics 18.6 (1950): 810-811.
- Inokuchi, Hiroo. "The electrical conductivity of the condensed polynuclear aromatic compounds." Bulletin of the Chemical Society of Japan 24.5 (1951): 222-226.
- Inokuchi, Hiroo. "The Electrical Conductivity of the Condensed Polynuclear Aza-aromatic Compounds." Bulletin of the Chemical Society of Japan 25.1 (1952): 28-32.
- Akamatu, Hideo, and Hiroo Inokuchi. "Photoconductivity of violanthrone." The Journal of Chemical Physics 20.9 (1952): 1481-1483.
- Eley, D. D.,Parfitt, G. D. , Perry, M. J. , and Taysum, D. H. "The semiconductivity of organic substances. Part 1." Transactions of the Faraday Society 49 (1953): 79-86.
- 赤松秀雄. "有機半導体." 科学 24.6 (1954): 282-287.
- 井口洋夫. 有機化合物の半導体的性質の研究. Diss. 東京大学, 1956.
- 籏野昌弘, 野口宏道. "ソビエト連邦における半導性有機物質の研究." 高分子 9.11 (1960): 1004-1009.
- 小林秋男. いわゆる有機半導体について. 高分子 9.11 (1960): 981-982, doi:10.1295/kobunshi.9.981
- 井口洋夫, 有機半導体, 共立出版 (1966)
- 井口洋夫, 丸山有成. "有機半導体." 応用物理 37.4 (1968): 385-386.
- 井口, 中田, 籏野. "有機半導体." 共立出版 刊 (1966 年 2 月) (1966).
- Katon, J. E. 高分子有機半導体. 昭晃堂, 1972.
- 會川義寛, 下田陽久, 鋤柄光則. "有機半導体の電子構造と電気伝導." 日本写真学会誌 44.3 (1981): 201-217.
- 半那純一. "液晶性有機半導体材料." 応用物理 68.1 (1999): 26-32.
- 下田達也, 川瀬健夫. "インクジェットプリント法による有機トランジスタ." 応用物理 70.12 (2001): 1452-1456.